# مونوکلرید برم
مونوکلرید برم (به انگلیسی: Bromine monochloride) با فرمول شیمیایی BrCl یک ترکیب شیمیایی است. که جرم مولی آن ۱۰٫۰۲۰۱۲ g/mol می‌باشد. 